# Pierre Montaz
Pour les articles homonymes, voir Montaz.
Pierre Montaz, né le 7 mai 1924 à Levallois-Perret (France) et mort le 3 août 2021, est un ingénieur français, pionnier du domaine du transport par câble, cofondateur de la société de remontées mécaniques Montaz Mautino, créée en 1952 avec son associé Victor Mautino.

## Biographie
Pierre Montaz est l'un des pionniers du domaine du transport par câble, étant notamment l'inventeur avec Jean Pomagalski, dont il était employé comme monteur, de la perche de téléski débrayable.

## Écrits
- Onze Américains tombés du ciel, L'Atelier, 1er janvier 1994, 254 p. (ISBN 2-84424-036-4)
- Les pionniers du téléski, Meylan, compte d'auteur, 2006, 316 p. (ISBN 2-9526615-0-2)